# Tomás Néstor Blanco
Tomás Néstor Blanco (* 17. September 1986 in Ingeniero White, Bahía Blanca, Provinz Buenos Aires, Argentinien) ist ein Handball-Spielertrainer in der ersten Liga beim Club Deportivo San Francisco de Bahia Blanca.

## Karriere als Spieler
- Club Estudiantes de Bahia Blanca (2008) Pre-temporada
- Club Atlètivo Rosendo Lopez de Bahia Blanca (2008–2009)
- Club Deportivo San Francisco de Bahia Blanca (seit 2009)

## Karriere als Manager
- Club Deportivo San Francisco de Bahia Blanca (2009–2012)

## Merkmale
Im Club Estudiantes de Bahia Blanca spielte er drei Monate, bevor er sich verletzte und für vier Monate inaktiv war. Er wechselte zum Club Rosendo Lopez, und im Jahr 2009, fast von seiner Verletzung genesen, trat er dem Club Deportivo San Francisco de Bahia Blanca als Spielertrainer bei.

## Meisterschaften
- Copa Independencia (1)